# 超歴史ロマン完全決着SP
超歴史ロマン完全決着SP（ちょうれきしロマンかんぜんけっちゃくスペシャル）は、テレビ東京系で2010年から2012年まで、毎年12月に放送されていた歴史番組である。

## 出演者
- 高橋克典
- 森本智子

## 放送リスト
| 回数  | 放送日               | 日時          |
| ----- | -------------------- | ------------- |
| 第1回 | 2010年12月29日（水） | 18:30 - 21:54 |
| 第2回 | 2011年12月26日（月） | 20:00 - 21:54 |
| 第3回 | 2012年12月17日（月） | 20:00 - 21:54 |

## スタッフ
- ナレーター：小山茉美、立木文彦
- 監修：川上隆志
- 構成：遠藤昇輝、野村安史
- リサーチ：ニューズクリエイト、高橋直子
- TD：田中圭介
- カメラ：吉田健吾
- VE：辻源之
- 音声：永久保仁志
- 照明：井町成宏
- 技術協力：パワービジョン、テレビ東京アート、テクノマックス
- CG：中西晴美（F-move）、森まき
- 美術制作：金森明日香
- 小道具：館直樹
- 美術協力：東京衣装、山田かつら
- 編集：米沼元之
- MA：伊東謙二
- 音効：谷内田久貴
- 番宣：石原裕也
- デスク：大山比桃美
- AD：堀瑛梨紗、近藤恵太
- AP：大島美貴
- ディレクター：袴田一成、島岳志、宮沢雅之、福田雅之
- プロデューサー：永田浩一、三重野慎一郎
- 制作協力：クリエイティブ・オルエッジ
- 制作著作：テレビ東京

## 関連番組
- 超歴史ミステリーロマン - 2005年から2007年まで放送された歴史番組。高橋英樹、中井美穂が出演していた。
- 今夜完全決着!日本史7大ミステリー - 2008年と2009年に放送された歴史番組。山口智充、松丸友紀が出演していた。ちなみに上記番組の集大成と位置付けられている日本史7大ミステリー2の公式サイトより。